# Jayme Mata
Jayme Mata (Solito, 17 december 1982) is een judoka uit Aruba. Hij nam tweemaal deel aan de Olympische Spelen, maar won hierbij geen medailles.
Op 29-jarige leeftijd maakte hij zijn olympisch debuut op de Olympische Spelen in Londen in de klasse tot 66 kg. In de eerste ronde had hij een 'bye'. Op 29 juli 2012 werd hij in de tweede ronde uitgeschakeld doordat hij zijn wedstrijd verloor tegen de Spaanse judoka Sugoi Uriarte. Hij eindigde hiermee op een gedeelde 17e plaats in de eindrangschikking. Bij de Olympische Zomerspelen 2016 in Rio de Janeiro werd Mata in de derde ronde uitgeschakeld door Rishod Sobirov uit Oezbekistan. In de eerste ronde had hij een bye en in de tweede ronde had hij Joe Mahit uit Vanuatu verslagen.